# Болонская консерватория имени Джованни Батиста Мартини
Консерватория Джованни Батиста Мартини (итал. Conservatorio Giovanni Battista Martini) — музыкальное высшее учебное заведение, основанное в Болонье в 1804 году. С 1925 года носит имя падре Мартини, возглавлявшего во второй половине XVIII века Болонскую филармоническую академию.

## История консерватории
В 1802 году муниципалитет Болоньи принял решение учредить в городе музыкальный лицей, разместив его рядом с монастырём Сан-Джакомо Маджоре. В новой школе должны были преподаваться композиция, вокал и несколько инструментальных специальностей (клавир, скрипка и альт, виолончель и контрабас, гобой и английский рожок); штат нового учебного заведения должны были составить шесть педагогов во главе со Станислао Маттеи (на которого также возлагались архивные дела); Каллисто Дзанотти вёл класс клавира, Лоренцо Джибелли — класс вокала, Луиджи Мандини — класс скрипки, Винченцо Каведанья — класс виолончели, Санте Агилар — класс гобоя. Занятия начались 3 декабря 1804 года и проходили первоначально три дня в неделю по утрам. Общее направление работы лицея определяли непосредственные ученики падре Мартини, а после смерти его первого руководителя Маттеи лицею перешла полученная им от Мартини богатейшая библиотека.
В 1839 году специальная комиссия провела реформу Лицея, подняв число преподаваемых дисциплин до 12 и ограничив количество учащихся (не более 90, предпочтительно болонцев). Джоаккино Россини, учившийся в Лицее в 1807—1809 гг. у Маттеи и Дзанотти, был объявлен его «пожизненным почётным советником»; по его инициативе класс фортепиано возглавил Стефано Голинелли. Россини также предложил руководство лицеем композитору Гаэтано Доницетти, однако тот не принял этой должности. К 1842 году, за первые 38 лет работы Лицея, его студентами побывали 1038 человек, среди которых преобладали вокалисты (242) и пианисты (227).
Значительный вклад в развитие Лицея внесли его руководители рубежа XIX—XX веков. При Луиджи Манчинелли открылся класс арфы, началось преподавание музыкального анализа и истории музыки; при Джузеппе Мартуччи вокалисты начали изучать также актёрское искусство. Основание в Болонье Общества квартетного музицирования (1879) и Вагнеровского общества (1887) было тесно связано с Лицеем. В межвоенные годы значительно укрепил репутацию Лицея Чезаре Нордио, открывший в нём классы дирижирования и струнного квартета, введший обязательное фортепиано в программу всех инструментальных специальностей; при Нордио Лицей был в 1942 году преобразован в государственную консерваторию, по его инициативе большому концертному залу консерватории было присвоено имя Босси, а органному залу — имя Отторино Респиги.

## Руководители консерватории
- Станислао Маттеи (1802—1827)
- Джованни Баттиста Беретта (1864—1866)
- Чезаре Далл’Олио (1867—1869, исполняющий обязанности)
- дирекция (1869—1881, в разные годы в её состав входили как музыканты — Карло Верарди, Алессандро Бузи, Карло Паризини, Федерико Паризини, Гаэтано Гаспари, Стефано Голинелли, Густаво Тофано, Франческо Серато, — так и общественные деятели Энрико Панцакки, Агостино Салина, Аламанно Изолани, Густаво Санджорджи, Фердинандо Берти)[2]
- Луиджи Манчинелли (1881—1886)
- Джузеппе Мартуччи (1886—1902)
- Марко Энрико Босси (1902—1911)
- Бруно Муджеллини (1911—1912, исполняющий обязанности)
- Луиджи Торки (1912—1913, исполняющий обязанности)
- Ферруччо Бузони (1913—1914)
- Джино Маринуцци (1915—1918)
- Франко Альфано (1919—1923)
- Гульельмо Маттиоли (1923—1924)
- Франческо Ватьелли (1924—1925)
- Чезаре Нордио (1925—1945)
- Гвидо Спаньоли (1945—1947)
- Гвидо Гуэррини (1947—1951)
- Этторе Дездери (1951—1963)
- Лино Ливиабелла (1963—1964)
- Адоне Цекки (1964—1974)
- Джордано Ноферини (1974—1977)
- Чезаре Франкини Тассини (1977—1979)
- Лидия Пройетти (1979—1981)
- Джанни Рамус (1981—1983)
- Лидия Пройетти (1983—1991)
- Кармине Карризи (1991—2009)
- Донателла Пьери (с 2009 г.)